# Marie Christine de Noailles
Marie-Christine de Noailles, duchesse de Gramont, dite la maréchale de Gramont, née le 4 août 1672 et morte le 14 février 1748, se fit connaître par ses actions philanthropiques et charitables. Elle a donné son nom à l'une des principales artères de Vichy.

## Famille
Elle appartenait par sa naissance et son mariage aux plus grandes familles de l'aristocratie française. Petite-fille d'Anne de Noailles, premier duc de Noailles et pair de France, elle est la fille aînée d'Anne-Jules de Noailles, deuxième duc de Noailles et maréchal de France, et de Marie-Françoise de Bournonville – elle-même fille d'Ambroise-François, duc de Bournonville –, et la nièce du cardinal de Noailles, archevêque de Paris. Elle épousa à Versailles dans la nuit du 12 au 13 mars 1687 Antoine de Gramont (1671-1725), comte puis duc de Guiche, puis duc de Gramont, maréchal de France en 1724. Sa fille Catherine-Charlotte épousa en secondes noces en 1727 Jacques-Louis de Rouvroy de Saint-Simon, fils aîné du duc de Saint-Simon, le mémorialiste. Le couple donna également naissance à Louis (1689-1745), futur duc de Gramont, et à Marie-Adélaïde (1700-1740), duchesse de Biron.
Elle bénéficia de la protection de Madame de Maintenon, dont son frère Adrien-Maurice avait épousé la nièce et future héritière, Françoise-Charlotte d'Aubigné. Sa sœur Marie-Victoire épousa en secondes noces le comte de Toulouse, fils légitimé de Louis XIV. Son arrière-petite-nièce sera l'épouse du marquis de La Fayette.

## Œuvres charitables
Elle organisa des quêtes à la cour en faveur des déshérités. Elle s'intéressa en particulier à l'hospice de Vichy, dont elle fut la bienfaitrice. La ville de Vichy a donné son nom en 1937 à l'avenue de Gramont, qui part de la place de la Gare en direction de Cusset et qui constitue la sortie nord-est de la ville.

## Source
Jean Débordes, Vichy au fil de ses rues, Thionne, Éditions du Signe, 1996, p. 112